# Jacky Moiffo
Jacky Moiffo est un journaliste indépendant français d'origine camerounaise. Il est aussi auteur-compositeur inscrit à la Sacem.

## Biographie

### Enfance, formation et débuts
Jacky Moiffo est né au Cameroun et a grandi à Mvog-Ada à Yaoundé où il a fait ses études. Ses parents sont originaires de l'Ouest Cameroun en pays Bamiléké.
Il est diplômé de l'Institut International de l'Image et du Son (3iS).

### Carrière
A la fin des années 1990, il quitte le Cameroun pour un exode en Europe en passant par le Gabon et la Suisse. Il fait plusieurs passages, comme invité, sur des chaînes de télévision telles RFI, France 24, TV5,. Et après avoir travaillé pour VoxAfrica, il lance la web TV JMTV+,,.

#### JMTV+ et personnalités invitées
Il réalise des interviews de personnalités sur des sujets souvent en rapport avec l'Afrique et le Cameroun en particulier. Il est connu pour fustiger le tribalisme anti bamiléké mais déclare son plateau - JMTV+ - ouvert à toutes sensibilités et couleurs politiques.
Il reçoit lors de son émission star - Le Bœuf politique-  des personnalités publiques telles : Christian Penda Ekoka, Eric Chinje, Maurice Kamto, Cabral Libii, Jean Ping, Patrick Mboma, Jean Marie Bockel, Valsero, Calibri Calibro.

### Œuvres

#### Ouvrages
- Ils ont vendu mon frère ou Le douloureux chemin de l'immigration Jacky Moiffo, Yannick W. J. Nambo (éd. Fauves)[7],[8],[2]

#### Documentaire d'investigation
- Les filières africaines de la prostitution[9]
- Charles Ntchoréré, un Africain face aux Nazis.
- Mali sur Seine[10]

## Vie privée
Jacky Moiffo est père de famille. Il a un frère disparu durant son parcours d'exode clandestin vers l'Europe. Frère pour lequel il co-écrit le livre : Ils ont vendu mon frère ou Le douloureux chemin de l'immigration (éd. Fauves),.